# Harzeh Varz
Harzeh Varz (persiska: هَرزِهوَرز, هرزه ورز) är en ort i Iran.   Den ligger i provinsen Östazarbaijan, i den nordvästra delen av landet, 500 km nordväst om huvudstaden Teheran. Harzeh Varz ligger 1 840 meter över havet och antalet invånare är 147.
Terrängen runt Harzeh Varz är kuperad. Runt Harzeh Varz är det ganska glesbefolkat, med 35 invånare per kvadratkilometer. Närmaste större samhälle är Herīs, 6,1 km nordväst om Harzeh Varz. Trakten runt Harzeh Varz består i huvudsak av gräsmarker.